# Joachim Lelewel
Joachim Lelewel (22. března 1786, Paříž – 29. května 1861, Varšava) byl polský historik, slavista, numismatik, polyglot (mluvil 12 jazyky), heraldik, politik, poslanec Sejmu a svobodný zednář. Je považován za zakladatele moderní polské historiografie. Byl profesorem Vilniuské i Varšavské univerzity a členem Společnosti přátel věd (Towarzystwo Przyjaciół Nauk) ve Varšavě. Byl klíčovou postavou listopadového povstání v roce 1830. Takzvaná Lelewelova historická škola, která se snažila studovat historické procesy v jejich celistvosti, měla významný vliv na vývoj polské historiografie. Jeho myšlenky silně ovlivnily například Edwarda Dembowského nebo Michaila Bakunina. Z jeho polsky psaných historických děl je nejvýznamnější dvacetisvazkové Polska, dzieje i rzeczy jej rozpatrzywane. Průkopnickým bylo dílo o vztahu Židů a karaitů. Přeložil do polštiny Poetickou Eddu. Po odchodu do exilu psal francouzsky (zejm. Géographie des Arabes, La Géographie du moyen âge a La Numismatique du moyen âge).

## Život
Pocházel ze švédské rodiny, která se usadila ve Východním Prusku. Jeho dědečkem byl Henryk Loelhoeffel von Lowensprung, dvorní lékař polského krále Augusta III. Joachimův otec, Charles Maurice, byl právníkem a pokladníkem Komise pro národní vzdělávání (1778–1794). Roku 1775 obdržel tzv. indygenat, tedy byl přijat do polské národní šlechty, u té příležitosti si změnil jméno na Lelewel.
V roce 1815 Joachim založil Tygodnik Wileński, vědecký a literární časopis, ve kterém debutoval i Adam Mickiewicz.
Jeho hvězdná chvíle přišla během listopadového povstání, kdy stál – spolu s Adamem Czartoryskim – v čele Vlasteneckého klubu (Klub Patriotyczny), radikální frakce povstaleckého tábora, usilující o zavedení zásadních sociálních reforem. Je pravděpodobně autorem hesla "Za naši i vaši svobodu" (Za wolność naszą i waszą), které se objevovalo na praporech povstalců. Je mu připisováno zorganizování vlastenecké demonstrace 25. ledna 1831 na počest děkabristů. Byl ministrem školství a náboženství v revoluční vládě (od 29. ledna do 5. října 1831). Dne 5. října 1831 spolu s povstaleckými jednotkami pod velením posledního vrchního velitele povstání generálmajora Macieje Rybińského ustoupil za hranice Polského království, do Pruska. Zde povstalci kapitulovali a složili zbraně. Po překročení pruských hranic na řece Pisse byl spolu s vojáky polské armády internován v táboře na řece Drwęce poblíž budov františkánského kláštera v Brodnici. Pak spolu s dalšími revolucionáři odešel do exilu, nejprve do Paříže, odkud byl ale vypovězen, a žil pak v Bruselu (od 1833). Během listopadového povstání získal dokumentaci diplomatické kanceláře Polského království. Podle historiků je zodpovědný za zničení většiny důvěrné diplomatické korespondence, kterou takto získal. Motivy tohoto kroku zůstávají nejasné.
Byl členem exilového Sejmu. Stal se aktivistou a po několika letech i vůdcem Mladého Polska (Młoda Polska), polotajné demokraticko-republikánské organizace spojené s Mladou Evropou Giuseppe Mazziniho. Roku 1832 změnil svůj zprvu nepřátelský postoj k Židům. Vydal brožuru Au peuple d'Israël!, v němž vyzývá Židy, aby podpořili vzpouru polského národa, která vypukne v budoucnosti, za což Židům nabízí práva, případně podporu v ambici znovu osídlit Palestinu. Později vyjádřil svůj rozhodný odpor proti antisemitské kampani v Polsku a obvinil ruskou vládu, že vždy podněcovala nenávist mezi Poláky a Židy, aby oba národy lépe ovládla. V roce 1834 byl v nepřítomnosti odsouzen ruskými úřady k trestu smrti. V roce 1837 založil a vedl Svaz polské emigrace, který usiloval o politické sjednocení celého polského exilu. V roce 1847 byl zvolen místopředsedou Mezinárodní demokratické společnosti (Demokratische Gesellschaft zur Einigung und Verbrüderung aller Völker). Na zakládajícím banketu se setkal s Karlem Marxem (taktéž místopředsedou této organizace), s nímž navázal přátelský vztah.
Dne 26. května 1861 byl vážně nemocen převezen přáteli z Bruselu na soukromou kliniku v Paříži. Pokus o záchranu jeho života selhal a o tři dny později Lelewel zemřel. Po slavnostní bohoslužbě byl pohřben na hřbitově Montmartre. V roce 1929, u příležitosti 350. výročí založení Vilniuské univerzity, byl jeho popel převezen do Vilniusu a uložen na hřbitově Rasų kapinės.